# Knobkerrie

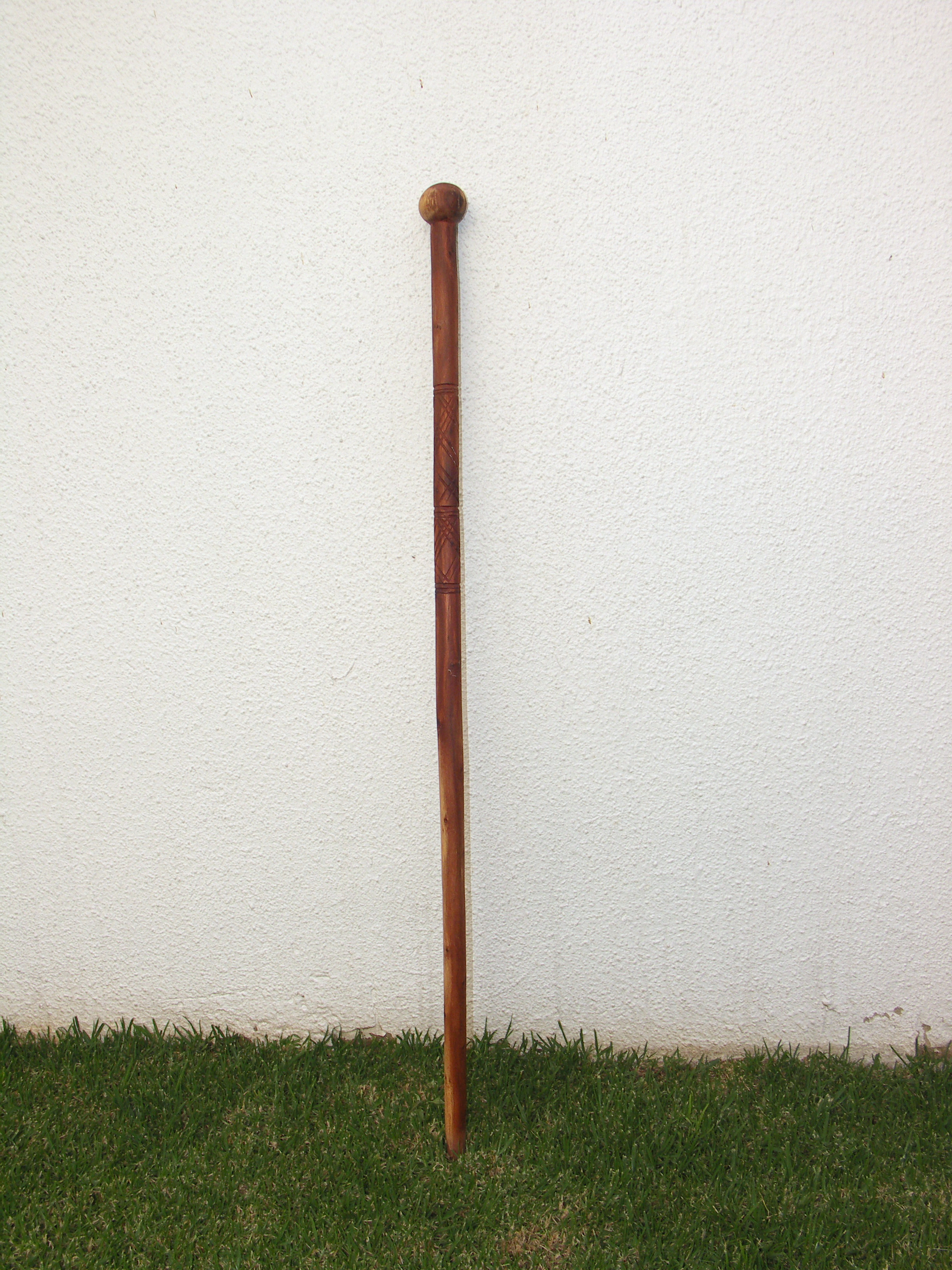
Knobkerrie

Knobkerrie (lub knobkerry, z języka afrykanerskiego) – drewniana pałka długości ok. 1 metra, z ciężką, zaokrągloną, często zdobioną głownią na końcu. 
Dawniej używana przez niektóre plemiona murzyńskie w południowej Afryce jako broń kontaktowa lub jako pocisk. Wykorzystywana także przy wypasie bydła jako laska i do polowania. Knobkerrie w 1966 roku znalazło się w herbie Lesotho.  